# Ángela Pérez de Barradas y Bernuy
Ángela María Apolonia Pérez de Barradas y Bernuy (Córdoba, 9 de febrero de 1827-Madrid, 13 de agosto de 1903), también conocida como Ángela de Medinaceli o simplemente la Medinaceli, fue una conocida aristócrata española, considerada una de las figuras femeninas más relevantes de la nobleza española del siglo XIX.
A lo largo de su vida, fue poseedora de tres ducados: el de Medinaceli, gracias a su unión con el decimoquinto duque Luis Tomás Fernández de Córdoba, y posteriormente los de Denia y Tarifa, otorgados por los reyes Alfonso XII y María Cristina.
Tuvo una vida pública muy activa, siendo dama de la reina, fundadora de la sección de Señoras de la Cruz Roja Española y conocida administradora de los bienes y patrimonios de la casa ducal. Recibió numerosas condecoraciones, entre las que se destaca la Orden de las Damas Nobles de la Reina María Luisa. También, apasionada por el arte, se constituyó como gran mecenas y promotora artística de su época.

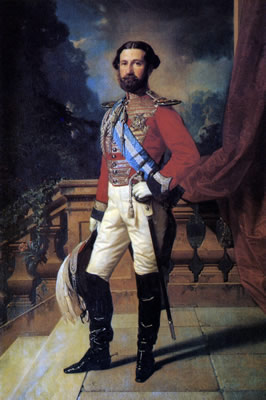
Luis Tomás Fernández de Córdoba, duque de Medinaceli, por Federico Madrazo (1860). Fundación Casa de Medinaceli.

## Biografía y trayectoria social y política

### Primeros años

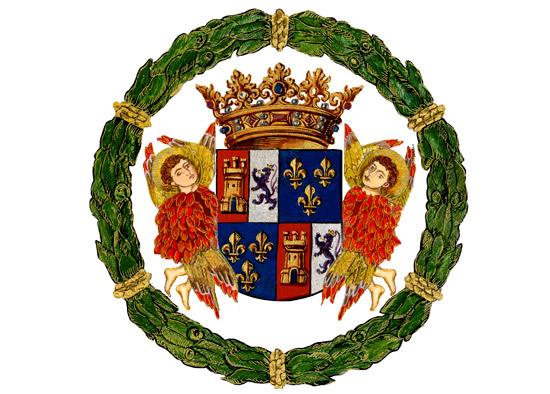
Escudo de armas de la casa de Medinaceli.

Ángela María nació en Córdoba, Andalucía, el 9 de febrero de 1827. Es la primogénita de los cuatro hijos de Fernando Pérez de Barradas y Arias de Saavedra (Écija, 1798-1856), IX marqués de Peñaflor, y doña María del Rosario Bernuy y Aguado (1805-1888), ambos provenientes de familias nobiliarias de larga data. Tuvo un hermano, Juan Bautista, quien nació en 1830, y dos hermanas: María del Rosario, nacida en 1829 y María del Carmen, en 1831.
De su infancia no se tiene mucha información, aunque se presupone que recibió al menos una parte de su educación en Francia, probablemente en París, porque siempre demostró una marcada predilección por todo lo francés, y porque a Francia fueron a estudiar en su día sus hijos y su nieto, lo que podría indicar la existencia de una tradición familiar en ese sentido.
A sus 21 años, y en el contexto de los alzamientos madrileños de 1848, se unió en matrimonio con el malagueño Luis Tomás Fernández de Córdoba Ponce de León, XV duque de Medinaceli, el 2 de agosto de 1848, comenzando así a formar parte de una de las casas aristocráticas más importantes del país. Fue una ceremonia simultánea con la de sus respectivos hermanos, María del Rosario, y Antonio María Fernández de Córdoba Ponce de León, XV duque de Feria.

### Actividad social y política: dama de la reina

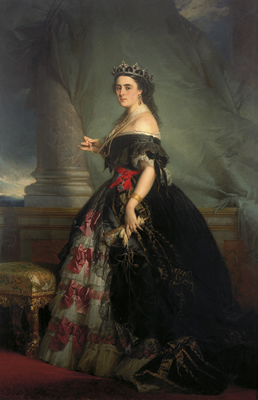
Ángela Pérez de Barradas, por Édouard Dubufe, 1861. Museo Fundación Lerma.

La duquesa se destacó tempranamente por una muy activa vida social y política dentro del círculo más cercano a la realeza, a la vez que por sus dotes administrativas y su continuo fomento a las artes teatrales y pictóricas.
Entre 1850 y 1851, fue admitida en el palacio real como dama noble de la reina, lo que suponía el deber de acompañarla en todos los actos públicos, a la vez que su esposo fue nombrado senador vitalicio, siendo la primera personalidad en recibir esta distinción. Ello, sumado a la condición de primera casa nobiliaria entre los grandes de España, significó la infaltable asistencia de la pareja a todos aquellos sucesos de alta alcurnia, como por ejemplo la creación de la enseñanza industrial española y la exposición de artistas contemporáneos en la Real Academia de Bellas Artes de San Fernando (ambos en septiembre de 1850), los bailes en el palacio real, la inauguración del obelisco dedicado a los héroes de la independencia, o la del edificio para el Congreso de Diputados (ambos en octubre de 1850). En 1861, y en reconocimiento de todos sus servicios a la corona, fue condecorada con la banda de la Orden de las Damas Nobles de la Reina María Luisa, por la reina Isabel II. Continuó en su posición de dama de la reina durante los mandatos de las reinas María de las Mercedes, y María Cristina de Habsburgo-Lorena, con un intervalo entre 1870 y 1878, ocasionado por el reinado de María Victoria dal Pozzo, la esposa de Amadeo I de Saboya, a quien no quiso servir, por considerar a dichos monarcas italianos como intrusos.
Por estas fechas, los duques, ambos amantes de las artes, inauguraron un salón de tertulias y su primer teatro privado con palco regio en su palacio de San Jerónimo, en Madrid. Las funciones empezaron de manera provisional en un salón del palacio, entre fines de junio y principios de julio de 1861, y el 3 de enero de 1862 tuvo lugar la inauguración definitiva, con una función, a la que asistieron unas cien personas, en la que dirigía y actuaba la duquesa. La revista La Violeta describía el recinto el 19 de abril de 1863, con motivo de la asistencia de la familia real a una representación:

«El salón del teatro es grande y estaba adornado con exquisito gusto. Las butacas, fijas en el pavimento, son de damasco encarnado. Una elegante tribuna, capaz de contener cincuenta personas y vestida también de damasco encarnado, cierra el suntuoso salón. Entre la primera fila de butacas y el palco escénico se había formado un primoroso jardín, donde se ostentaban bellísimas flores».

De esta forma comenzaba una época de representaciones teatrales y de tertulias que se hicieron célebres entre los contemporáneos. El salón fue considerado como uno de los más notables de la capital, albergando a figuras como el conde de Romanones, Castelar, José Zorrilla, Echegaray o Benlliure.

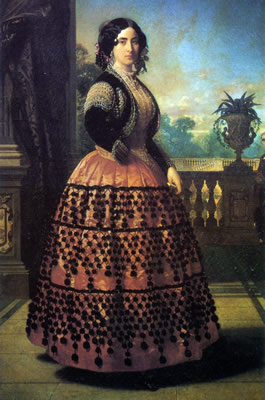
Ángela Pérez de Barradas, duquesa de Medinaceli, por Federico Madrazo, 1854. Fundación Casa de Medinaceli.

### Actividad administrativa: Navas del Marqués y Cruz Roja
A la duquesa se la ha reconocido una notoria dedicación en la gestión de los bienes de la casa ducal, tanto de los de su marido como de los suyos propios, llegando a ser considerada una «administradora nata», disciplinada y atenta, estima muy inusual para las mujeres de la época.
En el marco de estas actividades se desplazó frecuentemente, especialmente a las provincias limítrofes con Madrid, donde se encontraban numerosas e importantes posesiones de la casa Medinaceli, aunque también acostumbró a trasladarse a lugares como Sevilla, donde «quedan huellas —y muy positivas— de su paso por la Casa de Pilatos, que hasta entonces se encontraba en un lamentable estado de abandono, y donde mandó a hacer reformas, limpiar y ordenar lo existente, alhajar los salones, seleccionar el ajuar y adecentar patios y jardines».
En ese sentido, uno de los considerados más importantes emprendimientos sucedió en el paraje, propiedad de la casa ducal, del marquesado de Las Navas del Marqués. En él, Ángela no solo ordenó y supervisó la construcción de un parque y residencia de esparcimiento para sí y su familia, sino que a su vez lo convirtió en un centro de aprovechamiento industrial y agropecuario, beneficiando tanto a su casa como al conjunto de habitantes de los pueblos circundantes, pues su iniciativa dio trabajo a cerca de quinientos campesinos. La misma permitió la construcción de una estación intermedia de ferrocarril con sus respectivas vías (línea Norte, que comunicaría Madrid con Ávila); con el objetivo de montar en esa zona una fábrica. Esta factoría, cuyo nombre fue Ángela María, estuvo destinada a producir aguarrás y colofonias mediante la transformación de la resina virgen que se extraería de los pinos del lugar. De esta forma, la duquesa se encargó no solo de permitir y supervisar la instalación de las vías férreas y la estación, sino que montó bajo su iniciativa una nueva industria aprovechadora de los recursos autóctonos, haciéndose responsable a su vez de llevar técnicos especializados en la resinación de pino a gran escala desde Francia, para que los campesinos pudieran aprender el oficio eficientemente.
A partir de allí su figura comenzó a asociarse al crecimiento industrial del reino de España, y en la Exposición Universal de Barcelona de 1888, fue condecorada por sus aportes en el marquesado de Las Navas.
Otra de las actividades en que destacó fue en la creación, junto con un grupo de damas de la nobleza y aristocracia, de la Sección Central de Señoras de la Cruz Roja Española, el 4 de junio en 1870. La reunión tuvo lugar en su palacio en Madrid, y ella fue designada unánimemente como presidenta permanente. Entre otras acciones, la Sección publicó una revista, titulada La voz de la caridad, que abarcaba lo referente a los cuidados de los heridos de guerra, las obras de beneficencia y la atención sanitaria a los presos.

### Viudez
El duque de Medinaceli falleció sorpresivamente el 6 de enero de 1873, en París, durante una visita a su hija menor, María del Carmen. Su muerte fue causada por un ataque de cólico miserere.
Durante el luto, que duró un par de años, la duquesa se dedicó más notoriamente a tareas pías o humanitarias, ya fuera animando y presidiendo la Sección Central de Señoras de la Cruz Roja, u organizando escuelas para niños pobres en su mismo palacio de la carrera de San Jerónimo. En este sentido, en 1874 fue nombrada camarera mayor del santuario de Nuestra Señora del Tremedal, en Teruel, como agradecimiento de los cofrades por la substanciosa ayuda económica que hizo a aquel lugar de devoción.
Otra actividad, ésta de orden cultural, en que sobresalió la duquesa viuda fue la de mecenas: se le atribuye la creación, en estos momentos, de una sociedad para la protección de las artes, sobre la que, sin embargo, no se tienen datos.
En cuanto a su título, el 14 de diciembre de 1881 los reyes Alfonso XII y doña María Cristina la nombraron, ahora desposeída de los otorgados por su difunto esposo (y ostentados por su nieto, Luis Jesús Fernández de Córdoba y Salabert), y en forma de agradecimiento por todos sus servicios y reconocimiento de su estatus, de los ducados de Denia y de Tarifa. Ella ostentó ambos títulos hasta diciembre de 1886, cuando cedió el ducado de Tarifa a su hijo Carlos María, manifestando a partir de allí el de Denia exclusivamente.

### Últimos años

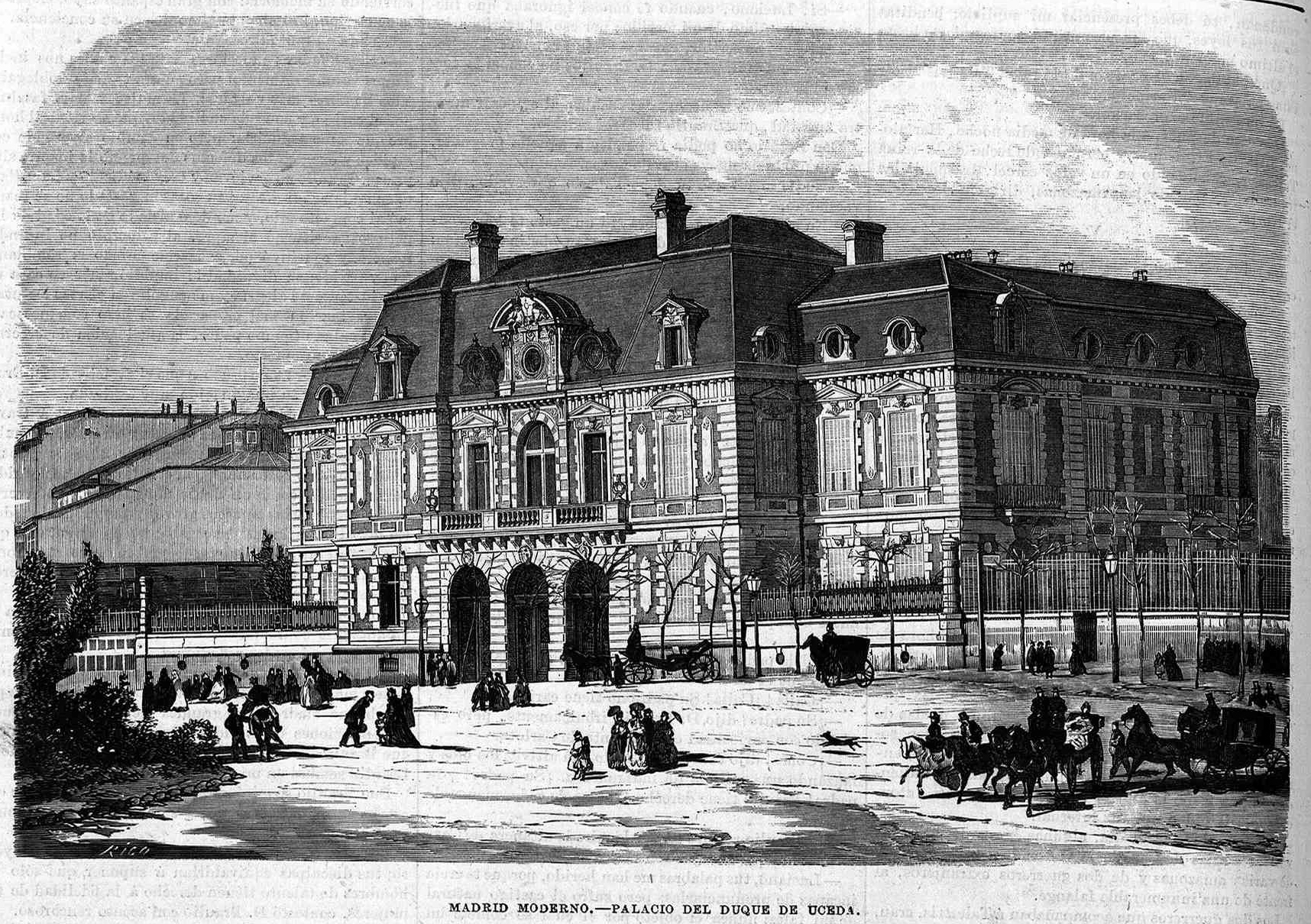
Grabado de Bernardo Rico del palacio del Duque de Uceda (La Ilustración de Madrid, 12 de mayo de 1870)

A los sesenta y seis años de edad, y después de dos décadas de viudez, Ángela contrajo segundas nupcias con Luis de León y Cataumber, senador vitalicio del reino, gentilhombre de cámara y caballerizo de su majestad, exdiputado a Cortes y propietario agrícola, por ese entonces de cincuenta y seis años de edad. Se casaron el 12 de agosto de 1893 en la capilla de la nunciatura apostólica en París.
Luego de la boda, los esposos se instalaron en la recién adquirida propiedad de la duquesa, el palacio de Colón. Este edificio, propiedad de su yerno Francisco de Borja Téllez-Girón y Fernández de Velasco (que era duque de Uceda por el matrimonio con su hija mayor, Ángela María), fue comprado por 1 255 000 pesetas poco tiempo antes de que este falleciera, en 1897. Esta transacción constituyó la culminación del proceso de desmantelamiento del anterior palacio de los Medinaceli, ubicado en la carrera de San Jerónimo, que la duquesa fue cediendo gradualmente al Ayuntamiento de Madrid para uso y disfrute público. Los testimonios de la época mencionan al palacio como un «espléndido templo del arte, donde Mélida, Benlliure, Sorolla y otros artistas han dejado obras admirables».
La vida de los duques transcurrió tranquilamente hasta que el 19 de mayo de 1901 falleció la hermana menor de Ángela, María del Carmen Pérez de Barradas y Bernuy, marquesa de Villaseca, quien al no tener descendencia le dejó todos sus bienes.
Muy poco tiempo después, Ángela de Medinaceli falleció el 13 de agosto de 1903 en el palacio de Colón, antes que su esposo. Tenía setenta y seis años de edad y la causa de su muerte fue una uremia generalizada provocada por graves trastornos del riñón, enfermedad que la venía acompañando desde hacía algunos meses.
Su fallecimiento aparece en numerosos periódicos de la fecha, que la recuerdan como gran promotora de la industria, la agricultura y las artes, las cuales amaba. Entre ellos el de El ABC de Madrid, en su número 42, del 14 de agosto de 1903:

«…brilló extraordinariamente en la sociedad de Madrid no sólo por su posición y su belleza, sino por su delicada cultura y elevados sentimientos. Fue protectora decidida de la agricultura, tuvo por amigos predilectos a literatos y artistas, protegió a Zorrilla, fundó premios para pintores jóvenes, adoraba la música, estableció fábricas y concurría con sus productos a las exposiciones, siguiendo en todo la corriente del espíritu moderno.»

Su esposo, caído en desgracia y acosado por sus numerosos acreedores, falleció el 27 de septiembre de 1904 de una hemorragia cerebral.

## Familia y descendencia

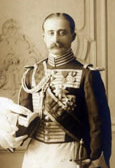
Luis Jesús Fernández de Córdoba, XVII duque de Medinaceli.

Ángela de Medinaceli tuvo, en total, siete hijos: 
1. Ángela María, (14 de agosto de 1849)
2. Luis María Fernández de Córdoba y Pérez de Barradas (20 de marzo de 1851-14 de mayo de 1879), quien heredaría los títulos nobiliarios de la familia y fallecería tempranamente en un accidente de caza;
3. María del Dulce Nombre Fernández de Córdoba y Pérez de Barradas (5 de enero de 1855),
4. Alfonso María Fernández de Córdoba y Pérez de Barradas (18 de julio de 1858),
5. Fernando Fernández de Córdoba y Pérez de Barradas (12 de junio de 1860),
6. Carlos Fernández de Córdoba y Pérez de Barradas (15 de mayo de 1864)
7. María del Carmen Fernández de Córdoba y Pérez de Barradas (27 de julio de 1865).

Tras la muerte de su primer hijo, el sucesor por ella elegido fue Carlos María, duque de Tarifa y posteriormente de Denia, pero como éste no contó con descendencia, ambos títulos fueron incorporados a la casa ducal de Medinaceli, en la persona de su nieto, Luis Jesús Fernández de Córdoba y Salabert (Madrid, 16 de enero de 1880-ibídem, 13 de julio de 1956).
Nacido de la unión del primogénito, Luis María de Constantinopla, y la que fue su segunda esposa, Casilda Remigia de Salabert y Arteaga, IX marquesa de la Torrecilla y condesa de Ofalia, el heredero creció en un ambiente de mucha tensión por las luchas de intereses entre la familia de los Medinaceli y la de los Torrecilla. Los conflictos fueron inevitables cuando se trató del tema de la herencia, agravados por el hecho de que Luis María de Constantinopla había muerto sin testar. A Luis Jesús lo sucedería Victoria Eugenia Fernández de Córdoba y de Henestrosa, (Madrid, 16 de abril de 1917-Sevilla, 18 de agosto de 2013), XVIII duquesa de Medinaceli.